# امانوئل تود
امانوئل تود (به فرانسوی: Emmanuel Todd)

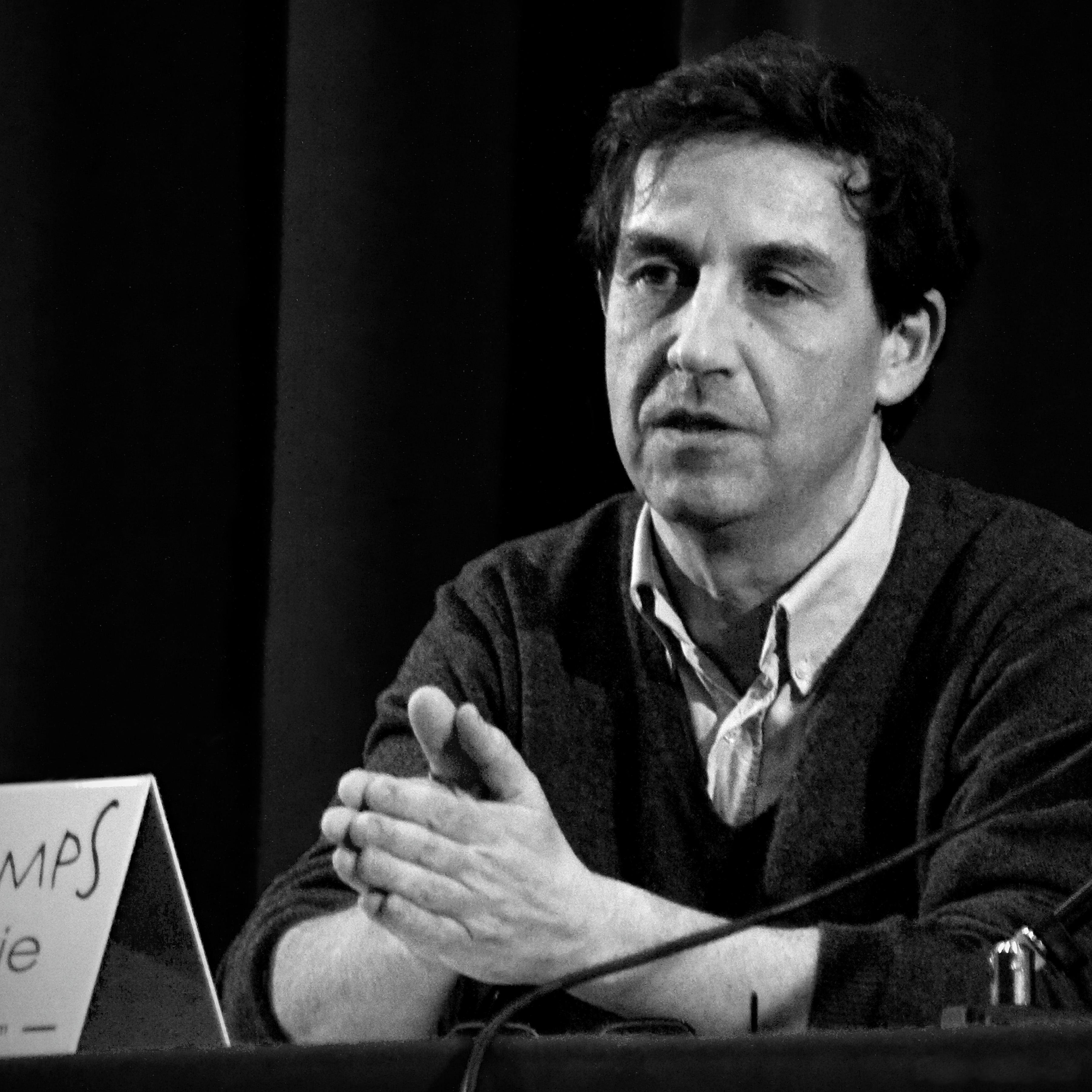
امانوئل تود

نویسنده، جامعه‌شناس و جمعیت‌شناس فرانسوی، متولد ۱۹۵۱ بود.

## زندگی
امانوئل تود در ۱۶ مه ۱۹۵۱ در Saint-Germain-en-Laye در نزدیکی پاریس به‌دنیا آمد. از انستیتوی دولتی مطالعات سیاسی پاریس فوق لیسانس گرفت. وی دکترای تاریخ خود را از دانشگاه کمبریج اخذ کرد.
از سال ۱۹۷۷ تا ۱۹۸۴ ناقد ادبی روزنامه فرانسوی لوموند بود و از آن پس به‌عنوان پژوهشگر در انستیتوی ملی جمعیت‌شناسی فرانسه به کار اشتغال دارد. او بر اساس تحقیقات وسیع خود، مباحث گوناگونی را در خصوص ساختارهای خانوادگی و اثرات آن در وقایع اجتماعی مطرح کرد. بعضی از دیدگاه‌های تود مورد توجه ژاک شیراک، رئیس‌جمهور پیشین فرانسه واقع شد و در سال ۲۰۰۲ نظریه وی دربارهٔ شکاف اجتماعی موجود در فرانسه توسط شیراک مورد استفاده قرار گرفت و تود عملاً به یکی از مشاوران ریاست‌جمهوری فرانسه در خصوص معضلات اجتماعی تبدیل شد.

## آثار
از امانوئل تود مقالات پرشمار و کتاب‌های متعددی انتشار یافته‌اند.
کتاب‌های ترجمه شده به فارسی:
- مرثیه‌ای برای امپراتوری آمریکا، مترجم: لطفعلی سمینو، تهران، انتشارات صبحدم، ۱۳۸۳
- ملاقات تمدن‌ها، مترجم: دکتر مرتضی کتبی، تهران، نشر ثالث، ۱۳۸۹ (با یوسف کورباژ)

کتاب‌های ترجمه نشده:
- پیش از فروپاشی (درباره اتحاد شوروی)
- توهم نولیبرالی
- سرنوشت مهاجران
- انقلاب اجتناب‌ناپذیر (با یوسف کورباژ)